# 药山镇 (津市市)
渡口镇，是中华人民共和国湖南省常德市津市市下辖的一个乡镇级行政单位。

## 行政区划
渡口镇下辖以下地区：
界福社区、文昌阁社区、新湖村、新民村、新福村、新合村、三合村、李阳村、天鹅村、双合村、金盆村、枫树村、发瑞村、民主村和茶场村。